# Минск (авианесущий крейсер)
«Минск» — тяжёлый авианесущий крейсер проекта 1143.2 ВМФ СССР, а позже — ВМФ России. Разработан в Невском проектно-конструкторском бюро под руководством главного конструктора А. В. Маринича. Второй корабль в серии, заводской № 102. При строительстве был учтён опыт постройки ТАКР «Киев» и отменён ряд ограничений главного конструктора, в частности, по спусковому весу.

## Строительство
28 декабря 1972 крейсер заложен на Черноморском судостроительном заводе № 444 в Николаеве. Крейсер строился на стапеле № 0. Параллельно постройке крейсера продолжалась модернизация завода.
30 сентября 1975 года корабль спущен на воду, в отличие от ТАВКР «Киев», с полностью смонтированной по высоте надстройкой.

## Испытания
С 15 октября 1977 по 18 февраля 1978 года прошли швартовые испытания корабля.
19 февраля 1978 года был впервые поднят Военно-морской флаг СССР.
21 февраля корабль ушёл в Севастополь, где через 3 дня начались заводские ходовые испытания.
5 мая начались государственные испытания, в ходе которых были выполнены стрельбы из всех видов оружия и выполнены контрольные полёты корабельной авиагруппы на вертолётах и самолётах.
Впервые в СССР был построен корабль комплексного снабжения «Березина», который проходил ходовые испытания параллельно с ТАВКР «Минск». Отрабатывался процесс передачи топлива, воды и различных грузов, включая боеприпасы.
В сентябре 1978 года комиссия Государственной приёмки приняла «Минск» в состав ВМФ СССР.

## Служба
27 сентября 1978 года корабль вступил в строй и был временно зачислен в состав 30-й дивизии противолодочных кораблей Краснознамённого Черноморского флота. В составе дивизии экипаж готовил корабль к переходу во Владивосток.
В ноябре 1978 года был включён в состав Тихоокеанского флота.
13 января 1979 года он был включён в состав 175-й бригады ракетных кораблей Краснознамённого Тихоокеанского флота.
В феврале-июле 1979 года корабль совершил переход из Севастополя вокруг Африки во Владивосток с заходами в Луанду, Мапуту, Порт-Луи, Аден. Переход крейсера выполнялся в сопровождении больших противолодочных кораблей «Ташкент» и «Петропавловск», БДК «Иван Рогов», а также танкера комплексного снабжения «Борис Чиликин». В Средиземном море тяжёлый авианесущий крейсер «Минск» встретился с однотипным кораблём «Киевом». 3 июля 1979 года «Минск» прибыл в залив Стрело́к. В этом же году восстанавливался после возникшего на его борту пожара на Дальневосточном заводе «Звезда».
В августе 1980 года крейсер вышел для демонстрации флага в Южно-Китайское море, так как в то время между Таиландом и Камбоджей разразился пограничный конфликт. На обратном пути крейсер зашёл в порт Камрань, Социалистическая Республика Вьетнам. Сразу по возвращении крейсера в октябре 1980 встал на модернизацию, которая продолжалась до августа 1982 года на «Дальзаводе».

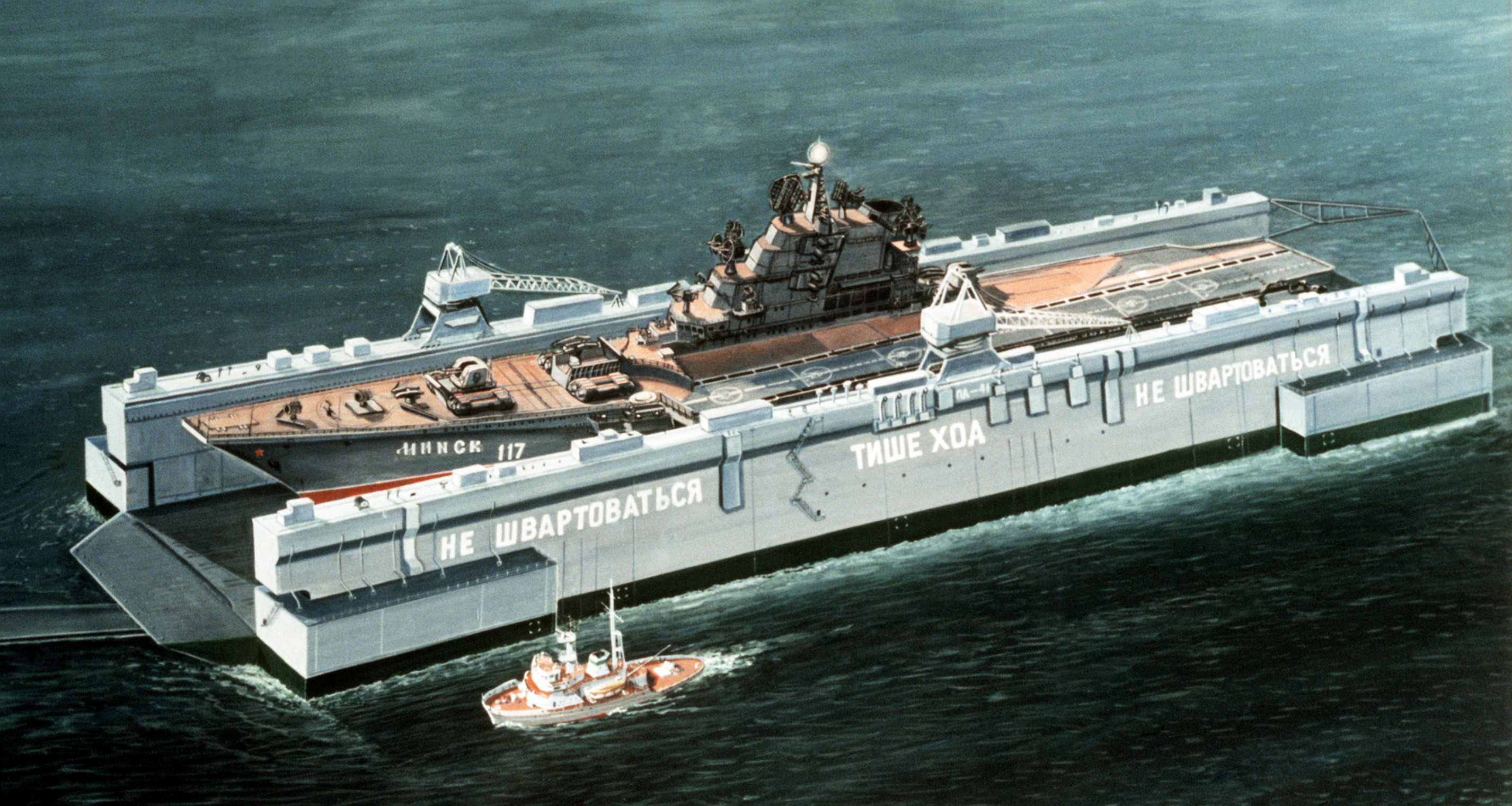
ТАВКР «Минск» в сухом доке, иллюстрация из журнала Soviet Military Power, 1983

После завершения модернизации «Минск» ушел в Южно-Китайское море с заходом в Камрань, далее был выполнен переход в Индийский океан и заход с официальным визитом в порт Бомбей, где была принята официальная делегация во главе с министром обороны Индии. Для гостей были выполнены демонстрационные полёты с палубы крейсера. Новый 1983 год экипаж «Минска» встретил на рейде Адена, вновь вернувшись к берегам Йемена. По итогам уходящего 1982 года крейсер был признан лучшим кораблём Тихоокеанского флота.
С 1986 по 1988 год старшим помощником командира, с 1990 по 1992 год командиром ТАКР «Минск» проходил службу Владимир Высоцкий, будущий адмирал и Главнокомандующий ВМФ РФ с 2007 по 2012 год.
В июле 1986 года Крейсер посетил порт Вонсан.
1 февраля 1990 года во время стоянки на рейдовой бочке в районе Владивостока из-за разгерметизации противопожарной системы были затоплены несколько помещений носовой части корабля, что потребовало агрегатной замены части оборудования.
С начала 1991 года началась подготовка ТАКР «Минск» к переходу в Николаев на Черноморский судостроительный завод для проведения неотложного среднего ремонта, который так и не был проведён, ввиду политических и экономических проблем, возникших при распаде СССР. Крейсер был отправлен на отстой в бухту Постовая г. Советская Гавань.
В 1993 году было принято решение о разоружении корабля, его исключении из состава ВМФ России с передачей в отдел фондового имущества для демонтажа и реализации. 30 июня 1993 года крейсер был исключён из состава Военно-морского флота.
6 октября 1994 года между Минобороны РФ и южнокорейской компанией «Янг Дистрибьюшн Компани» (Young Distribution Corp) при посредничестве фирмы «Компас» были заключены контракты 148/8/11014051 и 148/8/11014049, в соответствии с которыми были проданы ТАВКР «Минск» и «Новороссийск», за 4,583 миллиона и 4,314 миллиона долларов США, соответственно.

## Использование корабля после списания

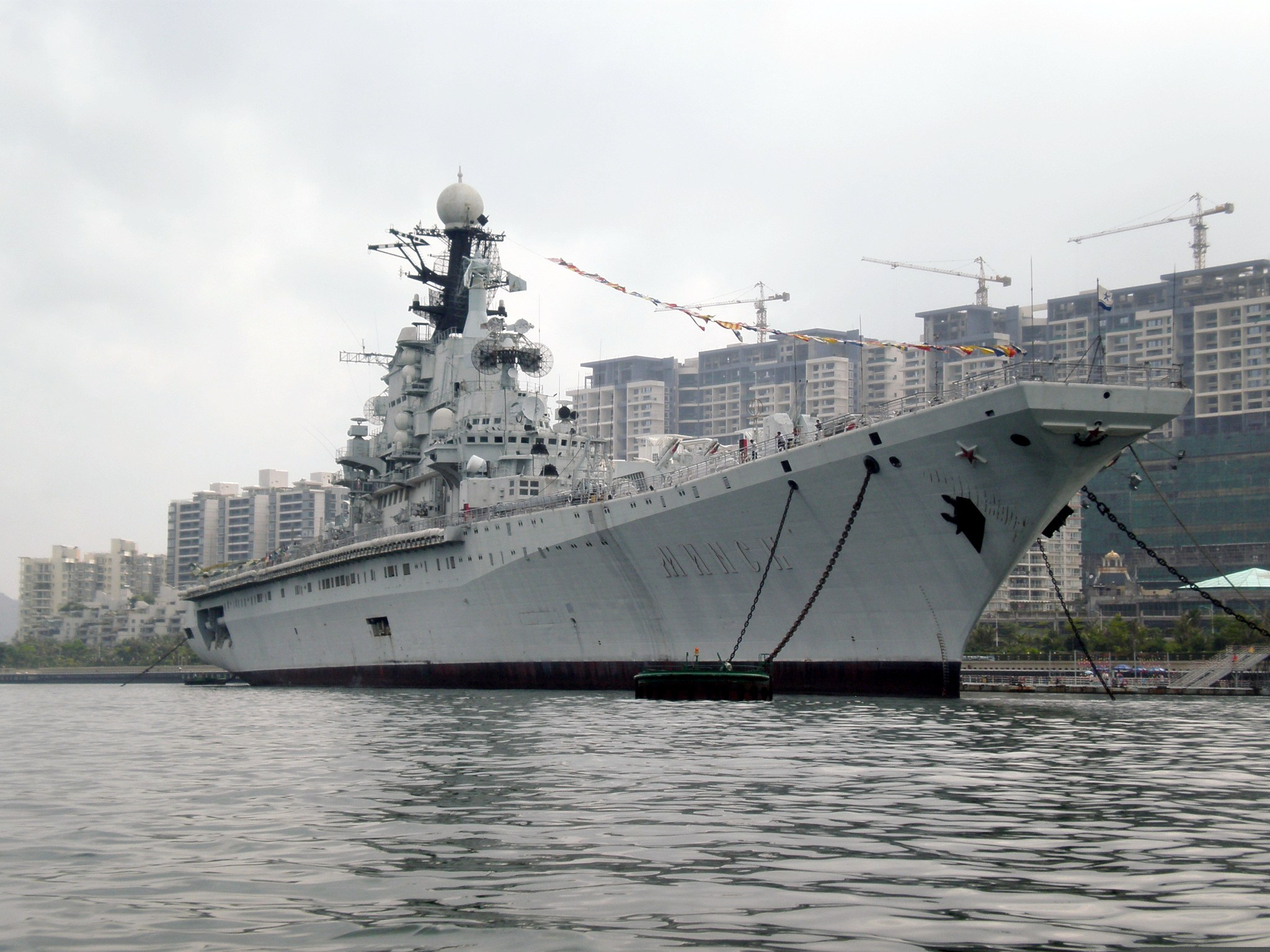
«Минск» в качестве аттракциона

В конце 1995 года корабль был отбуксирован в Южную Корею для разделки его корпуса на металл. Но корабль не успели разрезать, он был перекуплен китайской компанией Minsk Aircraft Carrier Industry Co Ltd за 5 млн долларов и в 1998-м отбуксирован в порт Шэньчжэнь, где прошёл ремонт и переоборудование.
В 2000 году состоялось торжественное открытие музейного комплекса «Minsk World».
22 марта 2006 года корабль был выставлен на аукцион, однако покупателей не нашлось. 31 мая 2006 года корабль снова был выставлен на аукцион и продан за 128 миллионов юаней.
До февраля 2016 года тематический парк Minsk World, созданный на базе корабля, находился в Шэньчжэне. Затем парк был закрыт, а корабль отбуксирован в Чжоушань для ремонта, после которого он перемещён в новый тематический парк в Наньтуне. В настоящее время режется на металл, пока внутри. Его можно увидеть на реке Янцзы при входе в город.
16 августа 2024 года на борту «Минска» вспыхнул пожар. К ночи большая часть корабля была охвачена пламенем. Пожар продолжался до утра.